# Scheeris Jisrael
Scheeris Jisrael oder Scheerith Israel („Der Rest Israels“) ist ein 1743 erschienenes, von Menachem Man Amelander (gest. um 1767) verfasstes, in der Folge weit verbreitetes jiddisches Fortsetzungswerk zu Michael Adams jiddischem Josippon (Zürich 1546) und umfasst eine Darstellung der jüdischen Geschichte zwischen 70 und 1740.

## Gedruckte Ausgaben
- Fürth 1767
- Lemberg 1804 (hebräisch)
- niederländische Übersetzung 1855
- mehrere Ausgaben 1890 (jiddisch, polnisch, russisch)